# Macizo de Néouvielle
El macizo de Néouvielle es un conjunto de montañas de los Pirineos en Francia que destaca por sus lagos y su microclima. Gran parte del macizo se encuentra dentro de la Reserva Natural Nacional de Néouvielle, de 23,13 kilómetros cuadrados; esta reserva natural fue creada en 1936 y es la tercera más antigua de Francia.
El nombre Néouvielle ('nieve vieja') deriva de nèu vielha en occitano ( nèu que significa 'nieve' y vielha que significa 'viejo') y se cree que se refiere a los muchos glaciares que solían pertenecer a la región.

## Grupo Néouvielle
Este grupo está centrado en el Pic de Néouvielle y está compuesto por picos de granito fuertemente glaciados.

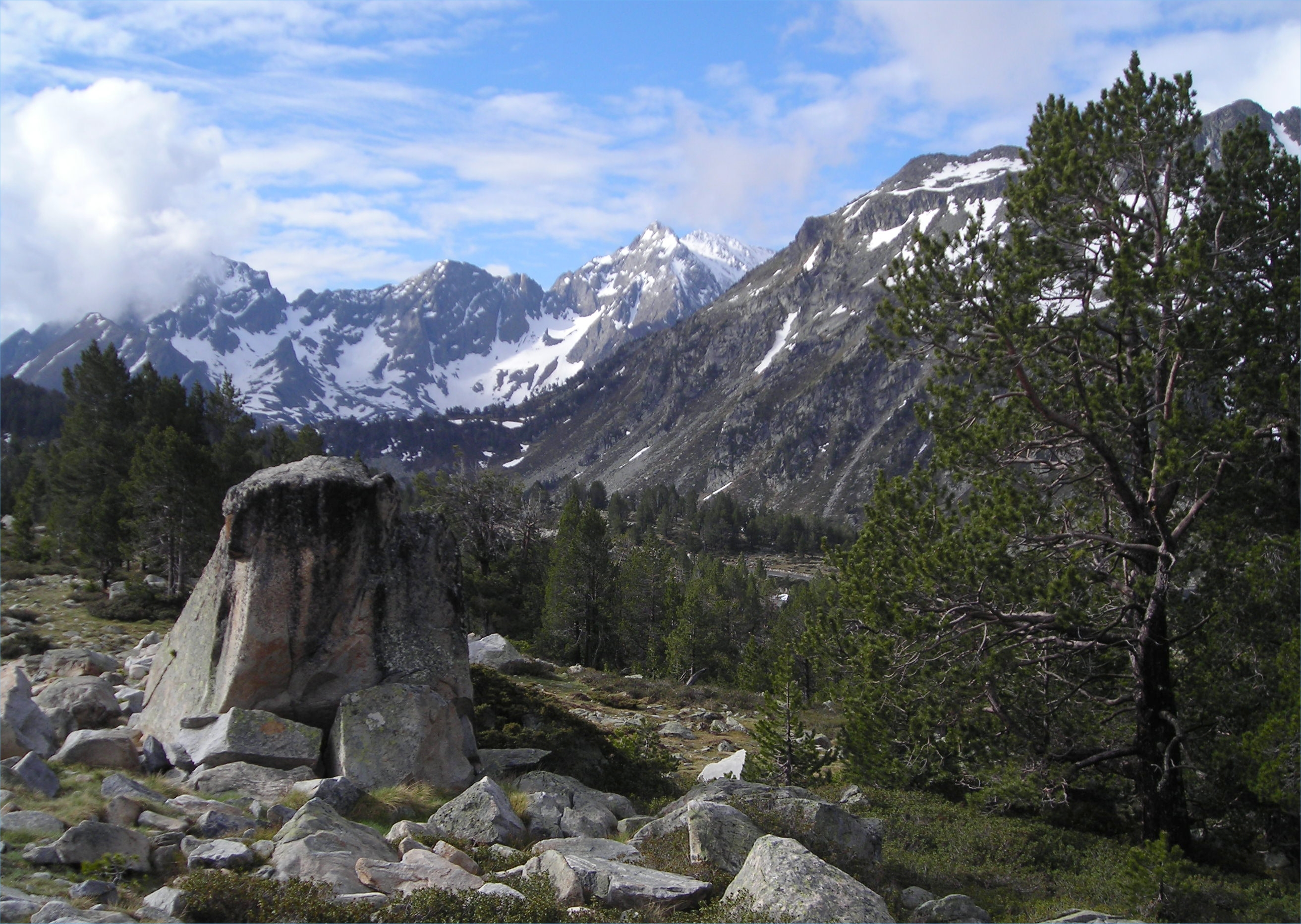
Pic Méchant (fondo, centro) y Pic de Bugatet (fondo, en la nube) desde arriba del lago d'Aubert, con rocas de granito y pinos de montaña

- Pic de Néouvielle 3.091 m
- Trois Conseillers 3.039 m
- Turon de Néouvielle 3.035 m
- Pic Ramugn 3.011 m
- Pic de la Coume de l'Ours 2.855 m
- Pic de la Morèle 2.679 m
- Pic de la Hèche Castet 2.568 m
- Pic Prudent 2.287 m

## Grupo Pic Long-Campbieil
Este grupo se encuentra al sur del grupo Néouvielle y está fuera de la 'reserva natural de Néouvielle'.

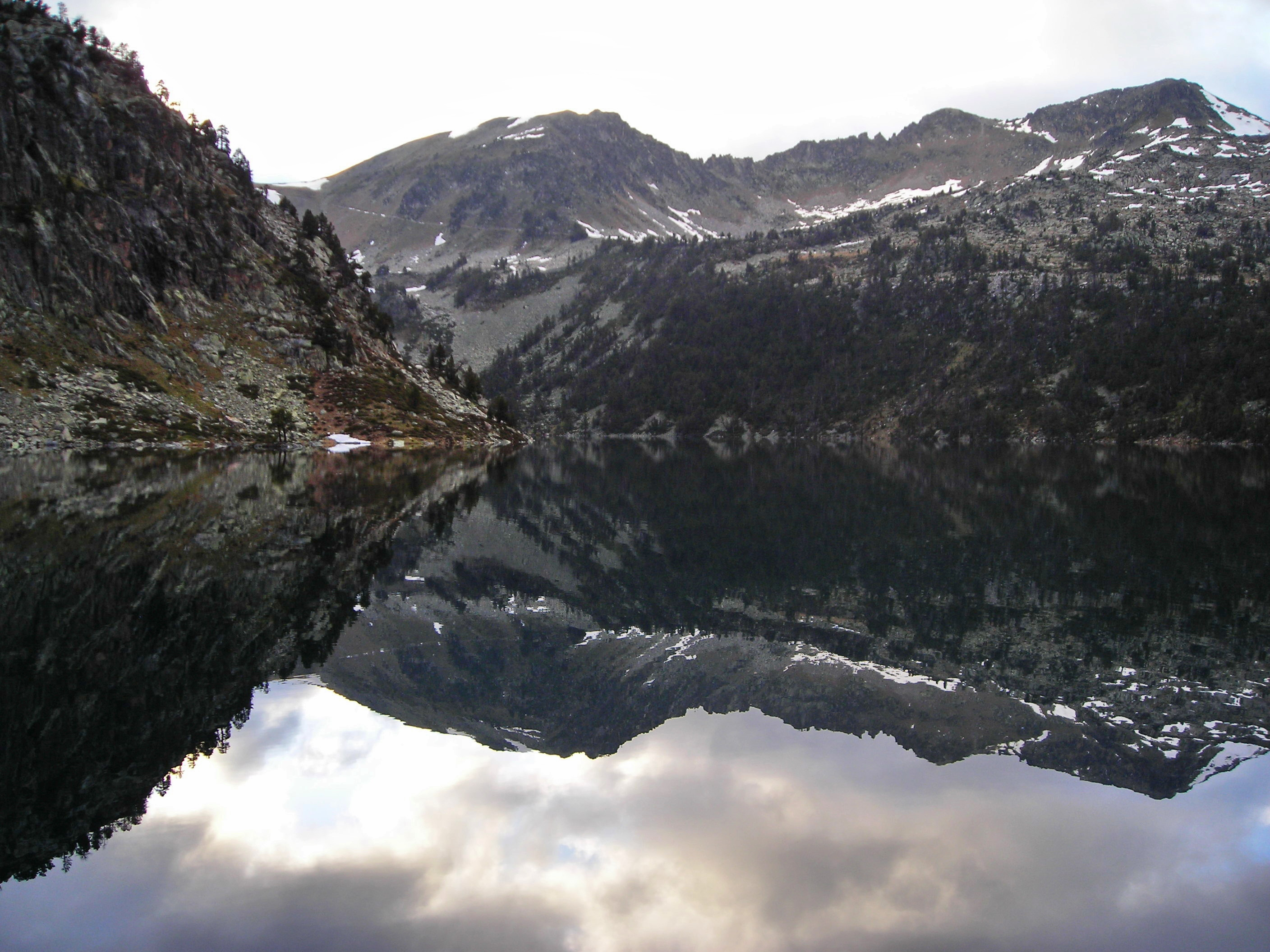
Lago de Aubert y Pic de Madamète (arriba a la derecha)

- Pic Long 3.192 m
- Campbieil  3.173 m
- Pic Badet 3.160 m
- Pic Maou 3.074 m
- Pic Maubic 3.058 m
- Pic de Buggaret 3.031 m
- Pic de Crabounouse 3.021 m
- Dent d'Estibére 3.017 m
- Estaragne 3.006 m
- Pic des Halharisès 2.995 m
- Pic Méchant, 2.930 m
- Pic de Bugatet 2.877 m

## Flora y fauna
El macizo goza de diversas influencias climáticas y alberga una gran variedad de especies vegetales y animales, como el Pinus mugo subsp. uncinata (una subespecie de pino de montaña), que crece en abundancia entre los 1.600 y 2.300 m de altitud, el brezo de hojas cruzadas, el cinquefoil de los pantanos árticos, 94 especies de líquenes y varias especies mediterráneas, así como unas 22 especies de musgo esfagno en las turberas del parque.
Aproximadamente 370 especies de animales se encuentran en la reserva, incluyendo el urogallo, la perdiz gris, el águila real, el buitre leonado, el isardo, el sapo partero, la perdiz nival y la víbora de Seoanei.

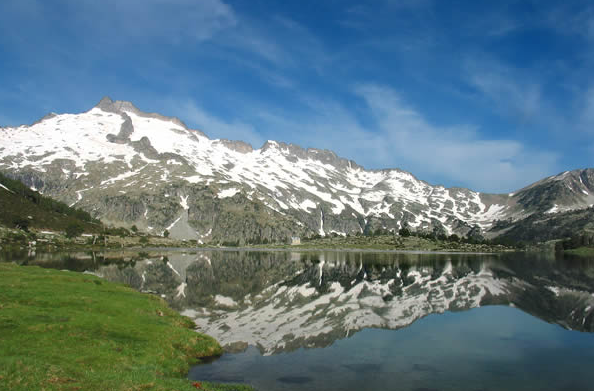
Lado este del Pic de Néouvielle desde el lago Aumar

## Lagos
- Lago de Aubert
- Lago de Aumar
- Lago de Cap de Long
- Lago de Madamete
- Lago de Oredon
- Lago de l'Oule